# José Jorge Viteri y Ungo
José Jorge Viteri y Ungo (né le 23 avril 1801 à San Salvador au Salvador et mort le 25 juillet 1853 à León au Nicaragua) est le premier évêque du diocèse de San Salvador.
Il est l'un des acteurs principaux des tensions politiques qui agitent le Salvador et les pays voisins dans les années 1845-1850.

## Biographie
Le 5 mai 1824 déjà, les hommes politiques Mariano Prado Baca et plus tard Juan Vicente Villacorta Díaz avaient installé le prêtre catholique fondateur du Salvador, José Matías Delgado, à la charge d'évêque de San Salvador, sans approbation papale. Le diocèse de San Salvador, cependant, n'a été créé que le 28 septembre 1842 par le pape Grégoire XVI, sous le nom de Sancti Salvatoris in America, sous l'autorité de l'archidiocèse de Guatemala.
Le 27 janvier 1843, José Jorge Viteri y Ungo est nommé évêque de San Salvador et ordonné le 10 février. Francisco Malespín fut élu filleul de José Jorge Viteri y Ungo et prit ses fonctions le 7 février 1844. Le 23 février 1845 Jorge Viteri y Ungo excommunie Malespín, à cause de l'exécution du prêtre Pedro Crespin, et de l'expropriation d'objets sacrés présents dans l'église de León.
En 1846, Fermín Palacios, président par intérim, le force à l'exil, invoquant des raisons de sécurité intérieure au Salvador, où des forces des deux camps s'opposent.
Le 5 novembre 1849, Viteri y Ungo est nommé évêque de León. En 1852, il appuie, avec Rosalío Cortés Sánchez la candidature de Fruto Chamorro Pérez au Nicaragua. Il poursuit là-bas sa carrière ecclésiastique jusqu'à sa mort en 1853,.